# La bandera (película de 1935)
La bandera es una película francesa de 1935 dirigida por Julien Duvivier y protagonizada por Jean Gabin y Robert Le Vigan. Se trata de la más reconocida y alabada realización del prolífico Julien Duvivier.

## Argumento
Pierre Gilieth (Jean Gabin) comete un crimen en París y huye a Barcelona. Se alista en la Legión Española y es destinado a un campamento del Rif, en el protectorado español de Marruecos. Allí conoce a los compatriotas Fernando Lucas (Robert Le Vigan) y Marcel Mulot (Raymond Aimos), que también esconden su pasado. Gilieth descubre que Lucas es en realidad un policía secreto infiltrado entre los legionarios. En las posiciones del desierto conoce Aïscha (Annabella), una bella beduina, con la que se casa. Más tarde, el capitán Weller (Pierre Renoir) pedirá 24 voluntarios para realizar una misión de la que difícilmente volverán vivos.

## Recepción
Es la más reconocida y alabada realización del prolífico Julien Duvivier, que desde el 1922 y hasta el año de su muerte —en 1967— rodaría cerca de setenta películas. Ninguna de ellas iguala este clásico del cine de aventuras, en el que además transpiran aspectos dramáticos, líricos y estéticos bastante extraños en la corriente cinematográfica muy francesa del realismo poético. La película fue dedicada a Franco y sus tropas en los títulos de crédito (retirados en el estreno en Francia de 1940 tras la Guerra Civil Española). Por su proximidad con la victoria franquista en la Guerra Civil Española, la proyección en España de esta película bélica fue impulsada por los mandos militares. Fue estrenada en los Estados Unidos en 1939 con el título de Escape from Yesterday.

## Valoración histórica
De manera sutil y equilibrada, Duvivier relata una intriga basada en la contradictoria y muchas veces imprevisible naturaleza humana. Annabella (poco después inició una fallida carrera en Hollywood y se casaría con Tyrone Power) atrae las miradas caracterizada de seductora beduina Aïscha, pero quien de verdad cautiva la pantalla es Jean Gabin, a quién Duvivier volvería a reclamar para actuar a Pépé le Moko (1937). Interpretando el fugitivo y después legionario Gilieth, Gabin logró la condición de gran estrella del cine francés. El guion cae en algunos tópicos (sobre la milicia, el honor y el coraje) y en el exotismo más excéntrico: caso de la secuencia del cabaré «La Criolla» de Barcelona donde unas chicas semidesnudas bailan flamenco. La escena es interesante porque da una idea del ambiente canalla en el Barrio Chino de Barcelona en la década de 1937, mostrando incluso a travestidos que trabajaban en la prostitución.
La parte final, que encadena tres secuencias, acontece impresionante y conmovedora. La primera secuencia describe el violento acoso de los rebeldes marroquíes sobre el búnker de los legionarios, que van cayendo. La segunda muestra el funeral de los trágicos héroes. Y en la tercera se hace patente el dolor de Aïscha al conocer la muerte de Gilieth. La película, junto con Beau Geste (William A. Wellman, 1939), sigue siendo la mejor de las que se han hecho sobre la Legión Extranjera.

## Frases notables
"Legionarios, vosotros sois apátridas, pero España os necesita. Os pido sin objeciones que os comprometáis y muráis por su causa. España no les ha de dar explicaciones para llevarlos a la muerte. Una región del Rif se ha rebelado. Un destacamento a las montañas puede retardar el avance del enemigo. Mientras se organiza la resistencia, necesito contar con veinticuatro hombres valientes. Podría designarlos yo mismo, pero quiero voluntarios. ¡Quiero voluntarios para a morir! Ningún camarada ha vuelto con vida del lugar al que irán, pero necesito veinticuatro hombres para defender este lugar. Yo mismo tomaré el mando del destacamento. Voluntarios, ¡un paso adelante!" (El capitán Weller, interpretado por Pierre Renoir)

Conserje: "Eh, ¡ahora habla español usted!
Pierre Gilieth: "No, pero entiendo la situación."